# Alaincourt-la-Côte
Alaincourt-la-Côte (in tedesco Allenhofen) è un comune francese di 144 abitanti situato nel dipartimento della Mosella nella regione del Grand Est.

## Società

### Evoluzione demografica
Abitanti censiti